# Hornsjön, Ångermanland
Hornsjön är en sjö i Härnösands kommun i Ångermanland och ingår i Indalsälvens huvudavrinningsområde. Sjön har en area på 0,434 kvadratkilometer och ligger 225,5 meter över havet. Sjön avvattnas av vattendraget Hornsjöbäcken.

## Delavrinningsområde
Hornsjön ingår i det delavrinningsområde (697304-157437) som SMHI kallar för Utloppet av Hornsjön. Medelhöjden är 341 meter över havet och ytan är 13,04 kvadratkilometer. Räknas de 4 avrinningsområdena uppströms in blir den ackumulerade arean 35,05 kvadratkilometer. Hornsjöbäcken som avvattnar avrinningsområdet har biflödesordning 4, vilket innebär att vattnet flödar genom totalt 4 vattendrag innan det når havet efter 58 kilometer. Avrinningsområdet består mestadels av skog (95 procent). Avrinningsområdet har 0,43 kvadratkilometer vattenytor vilket ger det en sjöprocent på 3,3 procent.